# Locomotive Mountain
Der Locomotive Mountain ist ein 2340 m hoher Berg mit einer Schartenhöhe von 130 m im Südwesten der kanadischen Provinz British Columbia.

## Geographie
Der Locomotive Mountain gehört zur Railroad Group der Coast Mountains in der Nähe des Pemberton Valley. Er liegt 35 km nordwestlich von Pemberton, 3 km östlich des Handcar Peak und 2,1 km südlich des Face Mountain (2485 m), seines nächsthöheren Nachbarn. Die Abflüsse der Niederschläge am Berg fließen in Zuflüsse des Fraser River.
| Face Mountain  | Hurley River     | Railroad Pass      |
| Handcar Peak   |                  | Chipmunk Mountain  |
| Lillooet River | Pemberton Valley | Tenquille Mountain |

## Geschichte
Der Name des Berges wurde 1978 von dem Bergsteiger Karl Ricker vom Alpine Club of Canada im Zusammenhang mit dem des Railroad Pass, des Railroad Creek und weiterer mit „Eisenbahn“ assoziierter Objekte in der unmittelbaren Umgebung vorgeschlagen. Das Toponym wurde am 23. Januar 1979 vom Geographical Names Board of Canada offiziell anerkannt.

## Klima
In Bezug auf die Klimaklassifikation nach Köppen und Geiger herrscht am Gipfel des Locomotive Mountain ein subarktisches Klima. Die meisten Wetterfronten stammen vom Pazifik und bewegen sich ostwärts auf die Coast Mountains zu, wo sie durch die Berge zum  Aufsteigen (Windstau) gezwungen werden, was wiederum dazu führt, dass die enthaltene Feuchtigkeit in Form von Regen oder Schnee abgegeben wird. Im Ergebnis führt das zu hohen Niederschlägen in den Coast Mountains, insbesondere zu starken Schneefällen im Winter. Die Temperaturen können unter −20 °C fallen, unter Berücksichtigung von Windchill-Einfluss unter −30 °C. Dieses Klima nährt den Train Glacier an den Nordhängen des Berges. Die Monate Juli bis September bieten die besten Wetterbedingungen für einen Aufstieg.